# Фаріде Аліду
Фаріде Аліду (нім. Faride Alidou, нар. 18 липня 2001, Гамбург, Німеччина) — німецький футболіст тоголезького походження, вінгер «Кайзерслаутерна».

## Ігрова кар'єра

### Клубна
Фаріде Аліду з 2012 року займався футболом в академії клубу «Гамбург». Починаючи з 2019 року футболіст виступав за другу команду клубу у Регіональній лізі. У жовтні 2020 року Аліду зіграв свою першу гру в основі у Другій Бундеслізі.
Влітку 2022 року Аліду перейшов до складу «Айнтрахта», з яким підписав контракт на чотири роки. Вже 5 серпня у матчі Бундесліги проти мюнхенської «Баварії» футболіст дебютував у новій команді. Перший гол Аліду у складі «Айнтрахта» забив у матчі Ліги чемпіонів у ворота англійського «Тоттенгем Готспур».

### Збірна
Маючи тоголезьке коріння, на міжнародному рівні Аліду обрав Німеччину, де він народився. Влітку 2023 року у складі молодіжної збірної Німеччини Фаріде Аліду взяв участь у молодіжному чемпіонаті Європи в Румунії та Грузії.